# Racket Boys
Racket Boys (Hangul: 라켓소년단; Raketsonyeondan) is een Zuid-Koreaanse dramaserie die sinds 31 mei 2021 op SBS en Netflix wordt uitgezonden. De hoofdrollen worden gespeeld door Kim Sang-kyung en Oh Na-ra.
De serie gaat over de voormalige badmintonprofessional Ra Yeong-ja. Zij gaat aan de slag als coach van een badmintonteam op een middelbare school.

## Rolverdeling
- Kim Sang-kyung - Yoon Hyeon-jong
- Oh Na-ra - Ra Yeong-ja
- Tang Jun-sang - Yoon Hae-kang
- Son Sang-yeon - Bang Yoon-dam
- Choi Hyun-wook - Na Woo-chan
- Kim Kang-hoon - Lee Yong-tae
- Lee Jae-in - Han Se-yoon
- Lee Ji-won - Lee Han-sol